# Furzeusz
Furzeusz, łac. Furseus, irl. Fursey/Fursa (ur. ok. 567 w Rathmat w Munsterze, zm. ok. 648–650 w Ponthieu k. Mézerolles) – wnuk irlandzkiego władcy Munsteru, opat w Lagny nad Marną, benedyktyński misjonarz, jeden z najważniejszych świętych Irlandii obok św. Kolumbana z Iony, święty Kościoła katolickiego.

## Życie
Urodził się w książęcej rodzinie nad jeziorem Loch Oirbsean (dzisiejsze Lough Corrib). Miał dwóch braci: bliźniaka Foilana i młodszego Ultana. Jego ojciec, Fintan, był synem Finloga, pogańskiego władcy Południowego Munsteru. Matką była Gelgesia (Gelges), chrześcijanka, córka króla Connachtu Aeda Finna. Furzeusz został ochrzczony przez wujka ojca Brendana Żeglarza (zm. 577) i wychowywany był przez jego mnichów m.in. Beona. Gdy osiągnął odpowiedni wiek poświęcił się życiu zakonnemu w klasztorze Brendana na wyspie Inchiquin (Inisquin), gdzie jego następcą został Meldan, „dusza przyjaciel” (anam-chura). Habit przyjął w kościele w Clonfert (Cluain-Fearta), dzisiejszej katedrze ufundowanej przez Brendana w 563 roku. Po kilku latach Furzeusz założył własny klasztor w Rathmat (identyfikowany przez Johna Colgana jako dzisiejsze Killursa lub Cill Fhursa w dekanacie Annadown), sam jednak żyjąc w eremie. Do klasztoru zaczęli przybywać uczniowie z całej Irlandii. Furzeusz udał się do rodzinnego domu w Munsterze, chcąc aby ktoś z rodziny do niego dołączył. W trakcie podróży zachorował i miał doświadczyć dwóch wizji dobra i zła, raju i piekła oraz aniołów walczących o jego duszę ze złymi mocami. Widział również swoich nauczycieli Meldana i Beona, którzy dawali mu duchowe wskazówki. Dwanaście miesięcy po pierwszej wizji ponownie ukazał się anioł i wyznaczył Furzuszowi 12 lat pracy apostolskiej.
Te trzy wizje, przekazane później potomnym przez Bedę Czcigodnego w Visions of Fursey, miały wielki wpływ na literaturę późnego średniowiecza m.in. Dantego Alighieri w Boskiej komedii.
Powróciwszy do Rathman Furzeusz usunął się na jakiś czas na małą wyspę na oceanie w poszukiwaniu samotności, a później wraz z braćmi i dwoma mnichami (Gobàn i Dicuill) wyruszył w świat by głosić Słowo Boże, zabierając ze sobą relikwie swoich nauczycieli Meldana i Beona.

### Misja w Irlandii
Furzeusz jeździł po całej Irlandii głosząc kazania zajmując się często praktykami egzorcystycznymi.

### Misja w Anglii
Poprzez Walię w 633 roku dotarł do Anglii Wschodniej, gdzie został przychylnie przyjęty przez ówczesnego władcę Sigiberta (zm. 634). Król podarował mu ziemię zwaną Cnobheresburg (prawdopodobnie Burgh Castle), gdzie wraz z bratem Foilanem wybudował klasztor w hrabstwie Suffolk (dzisiejsze h. Norfolk). Rzekomo miało tam miejsce kilka cudów, a rozkwit klasztoru trwał do 650 roku. Furzeusz pracował tu kilka lat a pragnąc znowu samotności opuścił klasztor powierzając go opiece Foilanowi. Udał się w poszukiwaniu pustelni Ultana z którym przez kolejny rok wiódł surowe życie oddając się modlitwom. Około 642 roku Furzeusz wraz z sześcioma mnichami opuścił Anglię nękaną przez króla Mercji i udał się do kontynentalnej Europy.

### Misja we Francji
Do Normandii przybyli w 648 roku. Mijając Ponthieu koło Mazerolles Furzeusz miał modlitwą przywrócić do życia jedynego syna miejscowego księcia Haysona.
Jego sława trafiła na dwór Chlodwiga II, gdzie zaprzyjaźnił się z majordomem Erchinoaldem (Erkinoald), dzięki któremu ufundował klasztor w Lagny do którego sprowadził mnichów z Irlandii. Wybudował tu również trzy kaplice poświęcone: Zbawicielowi, Piotrowi Apostołowi i później jego imienia. Kolejny klasztor wybudował w bliskiej okolicy Péronne, który dał początek osadzie Saint-Quentin. W tym czasie Furzeusz występował już jako biskup sufragan (chorepiscopus). Jego rządy w Lagny sprowadziły wielu rodaków. Byli to: Emilian, Eloquius, Mombulus, Adalgisius, Etto, Bertuin, Fredegand, Lactan, Malguil.
Czując zbliżającą się śmierć Furzeusz zapragnął udać się w podroż do Anglii chcąc zobaczyć swój klasztor i braci. Rozchorowawszy się jednak zatrzymał się w miejscu, gdzie wcześniej miał dokonać rezurekcji, tj. w Ponthieu k. Mazerolles.

## Śmierć
Dokładne miejsce śmierci Furzeusza nie jest znane. Niektóre źródła podają wieś Ponthieu (dzisiejszy Forsheim koło Mézerolles), inne Lagny (łac. Latiniacum). Jego ciało zostało sprowadzone do Péronne do kościoła św. Piotra zgodnie z jego życzeniem, gdyż właśnie tu wysłał wcześniej relikwie swoich świętych mentorów Meldana i Beona z Inchiquin. Wedle podań, przez 30 dni ciało spoczywało w nienaruszonym stanie w oczekiwaniu na poświęcenie kościoła wydzielając słodki zapach. 2 lutego ok. 654 roku ówczesny biskup Noyon św. Eligiusz i św. Autbert z Cambrai dokonali translacji relikwii do nowo wybudowanej kaplicy ku czci św. Furzeusza nazywanej w Péronne Cathair Fursa.

## Kult
Święty Furzeusz jest patronem miast Péronne i Lagny oraz siedmiu parafii w diecezji Amiens.
Jego wspomnienie liturgiczne obchodzone jest 16 stycznia.